# キム・グエン
キム・グエン（Kim Nguyen, 1974年 - ）は、カナダの映画監督、脚本家である。

## 来歴
カナダ・スクリーン・アワードの作品賞・監督賞・脚本賞を受賞し、アカデミー外国語映画賞候補にもなった2012年の映画『魔女と呼ばれた少女』で知られる。
父親はベトナム系、母親はフランス系カナダ人である。
コンコルディア大学の卒業生である。

## フィルモグラフィ
- Soleil glacé (2000) 短編、監督・脚本
- Le Marais (2002) 監督・脚本
- La chambre no. 13 (2006) テレビミニシリーズ、監督
- Truffe (2008) 監督・脚本・製作総指揮
- La Cité (2010) 監督・脚本
- 魔女と呼ばれた少女 Rebelle (2012) 監督・脚本
- Le Nez (2014) 監督
- ホワイト・ラバーズ Two Lovers and a Bear (2016) 監督
- きみへの距離、１万キロ Eye on Juliet (2017) 監督・脚本
- ハミングバード・プロジェクト 0.001秒の男たち The Hummingbird Project (2018) 監督・脚本